# Henri Ziegler
Henri Ziegler, nascut el 18 de novembre del 1906 a Llemotges i mort el 24 de juliol del 1998 a París, fou un aviador i enginyer aeronàutic francès. Formà part de la Resistència francesa, en la qual esdevingué cap de l'estat major de les Forces Franceses de l'Interior (FFI). Gran figura de la indústria aeronàutica francesa, fou responsable del projecte Concorde i posteriorment un dels pares fundadors d'Airbus.

## Biografia

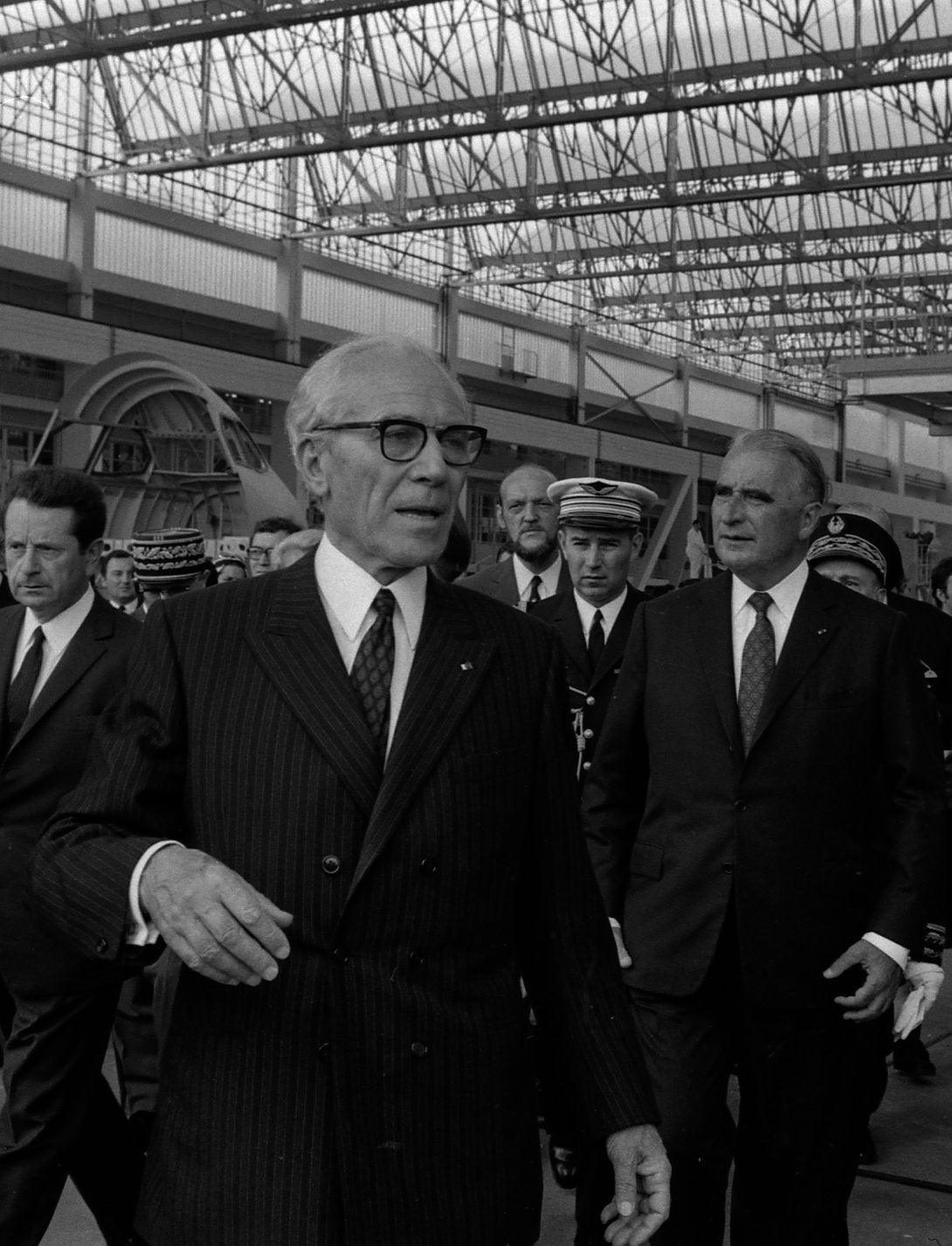
Ziegler i Georges Pompidou el 1971

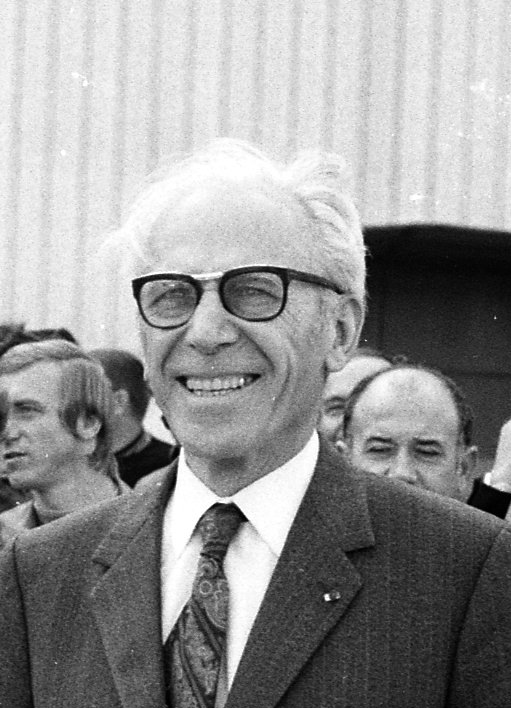
Henri Ziegler el 28 d'octubre del 1972 en ocasió del primer vol de l'Airbus A300

Diplomat de l'École polytechnique (promoció X 1926) i de Supaéro, esdevingué oficial de l'exèrcit de l'aire en el cos d'aeronàutica i es convertí en pilot de proves. Director adjunt del Centre d'essais en vol de Villacoublay el 1938 i després nomenat cap adjunt als Estats Units de la missió francesa de compres per a les forces aèries el desembre del 1939, permeté a les aeronaus sota les seves ordres dirigir-se al Regne Unit després de l'armistici del 22 de juny de 1940. Seguidament participà en els combats de la Resistència durant la Segona Guerra Mundial amb el pretext de dur a terme treball administratiu a Vichèi. Sota el pseudònim de «colonel Vernon», fou assignat al comandament de les Forces Franceses Lliures el 1944 a Londries i nomenat cap de l'estat major de les Forces Franceses de l'Interior del general Kœnig Amb l'alliberament de França, fou nomenat cap de l'estat major de Kœnig, que havia esdevingut governador militar de París. Ocupà aquest càrrec fins al juny del 1945.
El 1946 començà a treballar per l'aerolínia Air France, on ocupà, entre d'altres, el càrrec de conseller delegat fins a la seva dimissió el 1954.
Entre el 1947 i el 1949 presidí l'efímera primera encarnació d'X-Résistance.
Després de ser membre de diversos gabinets ministerials, fou nomenat conseller delegat de Breguet Aviation el 1956. Impulsà els dos primers programes de cooperació a Europa, el Breguet Atlantic i el SEPECAT Jaguar, amb el Regne Unit. El 1958 esdevingué conseller delegat de Sud-Aviation on fou el responsable del projecte francobritànic de l'avió supersònic Concorde. Entre el 1970 i el 1973 fou president de la Société nationale industrielle aérospatiale (SNIAS), que agrupava les indústries aeronàutiques públiques franceses i el 1984 esdevindria Aérospatiale. Durant el mateix temps presidí Groupement des industries françaises aéronautiques et spatiales, l'organització de les indústries aeronàutiques i espacials franceses.
Entre desembre del 1970 i el 1975 fou el primer conseller delegat d'Airbus Industrie, empresa de la qual és un dels principals pares fundadors, juntament amb Roger Béteille, Bernard Lathière i Felix Kracht: entre els seus èxits destaquen el desenvolupament de l'Airbus A300, l'avió que plantà les llavors de l'èxit global d'Airbus. Salvà aquest programa de ser cancel·lat el 1969.
És pare de Bernard Ziegler i de Michel Ziegler (Air Alpes).

## Distincions
- Gran oficial de la Legió d'Honor
- Creu de Guerra 1939-1945 amb tres palmes.
- Medalla de la Resistència amb rosseta.
- oficial de la Legió del Mèrit.
- Comandant de l'Orde de l'Imperi Britànic.
- comandant de l'Reial Orde Victorià
- El 1975, l'Association des journalistes professionnels de l'aéronautique et de l'espace li atorgà el premi Icare.
- E l 1989 rebé la Gran Medalla d'Or de la Société d'encouragement au progrès.

## Reconeixements
- La promoció 2014 d'enginers d'estudis i tècniques de l'armament de l'ENSTA Bretagne porta el seu nom.
- El centre de lliurament Airbus de Tolosa porta el seu nom.
- Un carrer del barri tolosà de Sent Martin de Toish, no gaire lluny de les fàbriques d'Airbus, porta el seu nom.